# S/S Albrektsund (1869)
S/S Albrektsund (1869–1888; 1888–1932 S/S Sigtuna, 1932–1961 Arne No 4) var ett svenskt ångafartyg, byggt 1869 vid Oskarshamns mekaniska verkstad, hon sjönk vid Munsö 1961.
S/S Albrektsund hade en längd av 32,39 meter och bred om 5,21 meter, maskinerna hade en effekt av 120 indikerade hästkrafter, hade en dräktighet om 133 bruttoregisterton och 98 nettoregisterton. Hon levererades med grönmålat skrov till Marstrands Ångbåtsbolag 1869 och började i januari 1870 trafikera rutten Göteborg-Marstrand-Stenungsund. 1875 övertogs hon av Marstrands Nya Ångfartyg AB. 1888 såldes hon till C. Petersson i Stockholm som bildade Sigtuna-Örsundsbro Nya Ångfartygs AB. Hon döptes om till Sigtuna och sattes i trafik på rutten Stockholm-Sigtuna-Örsundsbro. Sigtuna-Örsundsbro Nya Ångfartygs AB uppgick 1901 i Ångfartygs AB Gamla Svartsjölandet och 1901–1902 byggdes Sigtuna om, fick raka mellandäckssidor, stående rektangulära ventiler och nya inredning med finare salonger. Sigtuna lades omkring 1914 upp och såldes 1917 till Ångfartygs AB Drottningholm-Fittja. Ångaren användes som förrådsfartyg efter att ångpannan avlägsnats. 1932 byggdes hon om till öppen pråm och användes från 1935 som bärgningspråm och senare som sandpråm under namnet Arne No 4. Våren 1958 dömdes hon ut för vidare pråmfart och lades upp vid Munsö i Mälaren. Där sjönk hon med förstäven uppe på land 1961 och låg länge helt synligt som vrak.